# پیتر اوتوش
پیتر اوتوش (مجاری: Eötvös Péter; ۲ ژانویهٔ ۱۹۴۴ – ۲۴ مارس ۲۰۲۴) رهبر (موسیقی)، آهنگساز، استاد دانشگاه، و نوازنده پیانو اهل مجارستان بود.
او پس از تحصیل در رشته آهنگسازی در بوداپست و کلن، از سال ۱۹۶۲ در مجارستان مشغول به ساختن موسیقی فیلم شد. وی بین سالهای ۱۹۶۸ تا ۱۹۷۶ با گروه اشتوکهاوزن به عنوان نوازنده همکاری کرد. او یکی از اعضای بنیانگذار گروه اولدورف در سال ۱۹۷۳ بود و تا اواخر دهه ۱۹۷۰ به همکاری خود با این گروه ادامه داد.
اوتوش از سال ۱۹۷۹ تا ۱۹۹۱ مدیر موسیقی و رهبر ارکستر انترکانتمپوران پاریس و از سال ۱۹۸۵ تا ۱۹۸۸ رهبر مهمان ارکستر سمفونیک بی‌بی‌سی بود و پس از آن چندین ارکستر دیگر را نیز رهبری کرد.

وی در طول دوران فعالیت هنری خود برندهٔ جوایزی همچون مدال گوته و جایزه کشوت شد.